# 카세 쿄
카세 쿄(일본어: 華世 京 가세 교[*], 7월 5일 ~ )는 다카라즈카 가극단 유키구미에 소속된 남역 스타이다.
도쿄도 세타가야구, 일본여자대학 부속고등학교 출신이다. 키 171cm, 애칭은 "카세쿄-", "가나"이다.

## 약력
2018년, 다카라즈카 음악학교에 입학.
2020년, 다카라즈카 가극단 106기생으로 수석입단. 츠키구미 공연 「WELCOME TO TAKARAZUKA / 피가르 광소곡」으로 초무대. 그 후 유키구미에 배속.
화려한 외모와 무대 배짱으로 일찌감치 주목을 끌었다. 2021년 한신 첫 참배 포스터 모델로 기용되었다.
2022년, 아사즈키 키와 퇴단 공연 「창공의 묘」로 신인공연 첫 주연. 입단 3년차만의 발탁이다.

## 주요 무대
| 기간 (월) | 소속 | 제목                           | 공연장                                 | 배역                            | 비고                                    |
| --------- | ---- | ------------------------------ | -------------------------------------- | ------------------------------- | --------------------------------------- |
| 2020년    |      |                                |                                        |                                 |                                         |
| 9 - 11    | 츠키 | WELCOME TO TAKARAZUKA          | 다카라즈카 대극장                      |                                 | 초무대                                  |
| 9 - 11    | 츠키 | 피가르 광소곡                  | 다카라즈카 대극장                      |                                 | 초무대                                  |
| 2021년    |      |                                |                                        |                                 |                                         |
| 1 - 4     | 유키 | fff-포르티시시모-              | 다카라즈카 대극장 도쿄 다카라즈카 극장 |                                 |                                         |
| 1 - 4     | 유키 | 실크로드 ~도적과 보석~         | 다카라즈카 대극장 도쿄 다카라즈카 극장 |                                 |                                         |
| 5 - 6     | 유키 | 진짜 마법사                    | 바우홀 KAAT카나가와예술극장            | 니니안                          |                                         |
| 8 - 11    | 유키 | CITY HUNTER                    | 다카라즈카 대극장 도쿄 다카라즈카 극장 | 코바야시 유타카 (신인공연)      | 본역 : 아야미 세라                      |
| 8 - 11    | 유키 | Fire Fever!                    | 다카라즈카 대극장 도쿄 다카라즈카 극장 |                                 |                                         |
| 2022년    |      |                                |                                        |                                 |                                         |
| 3 - 6     | 유키 | 유메스케 천냥 선물             | 다카라즈카 대극장 도쿄 다카라즈카 극장 | 소스케 이세야 소타로 (신인공연) | 본역 : 아사미 준                        |
| 3 - 6     | 유키 | Sensational!                   | 다카라즈카 대극장 도쿄 다카라즈카 극장 |                                 |                                         |
| 7 - 8     | 유키 | ODYSSEY -The Age of Discovery- | 우메다 예술극장                        |                                 |                                         |
| 10 - 12   | 유키 | 창공의 묘                      | 다카라즈카 대극장 도쿄 다카라즈카 극장 | 유광제양문수 (신인공연)         | 본역 : 아야카제 사키나 신인공연 첫 주연 |

## 광고
- 2021년, 『한큐한신』 첫 참배 포스터 모델